# Veia cava
As veias cavas superior e inferior são as veias que levam de volta o  sangue venoso   (pobre em oxigênio ou sangue sujo) do corpo para o coração: em direção ao átrio direito do coração:
- Veia cava inferior:carregando o sangue da parte inferior do corpo (exemplo as pernas)
- Veia cava superior:está acima do coração, e se forma de uma convergência das veias braquiocefálicas esquerda e direita, que contêm sangue vindo da parte superior do corpo (exemplo cabeça e braços).